# Allée des cuirassés

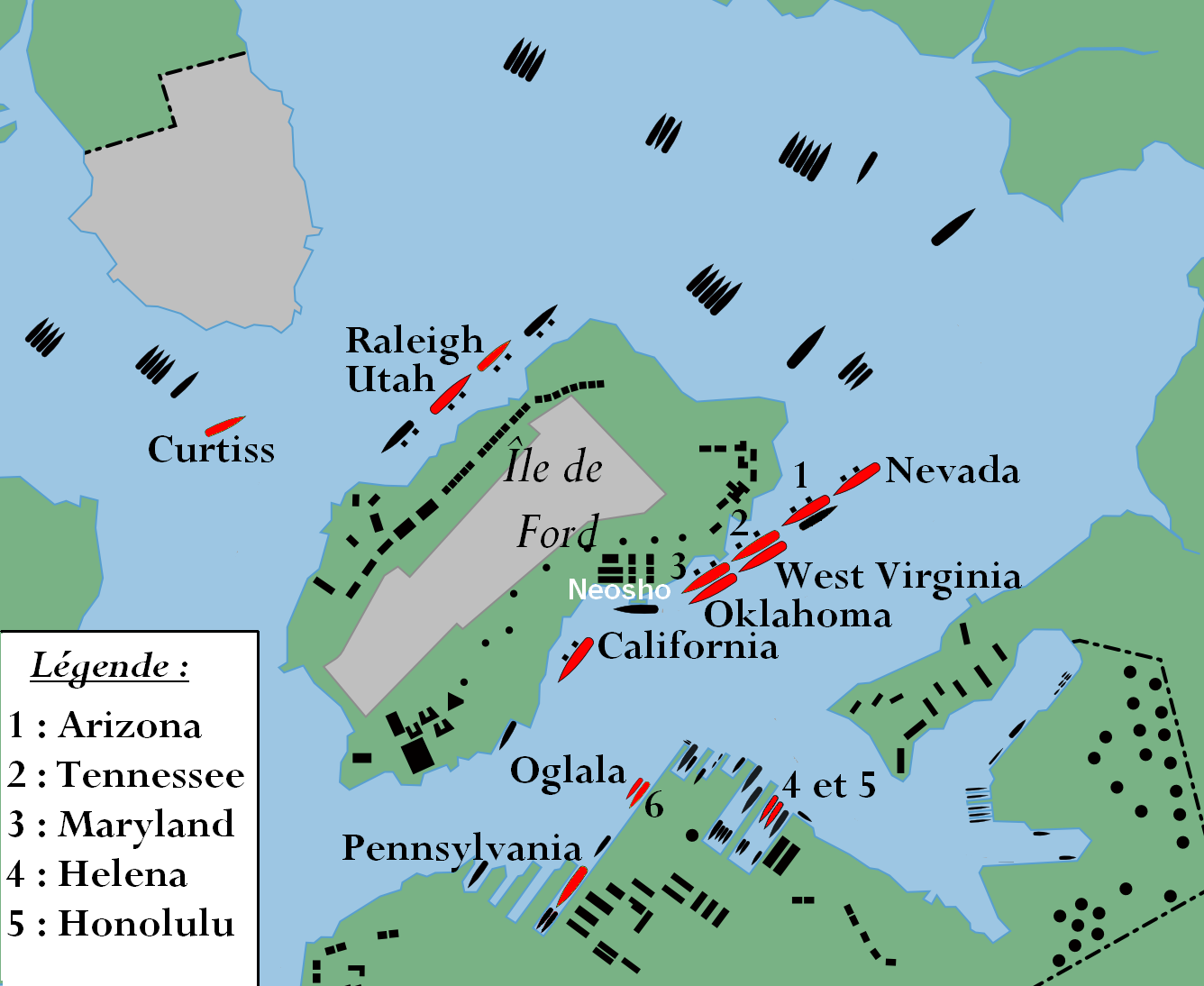
L'emplacement des navires dans l'allée des cuirassés le 7 décembre 1941.

L'allée des cuirassés était le regroupement de sept cuirassés de l'United States Navy dans le port de Pearl Harbor, lors de l'attaque par les Japonais le 7 décembre 1941. Ces navires ont subi le plus fort de l'assaut japonais. Ils étaient mouillés le long de l'île de Ford quand commença l'attaque. Ces navires étaient l'Arizona, le California, le Maryland, le Nevada, l'Oklahoma, le Tennessee, et le West Virginia ; le Pennsylvania était dans une forme de radoub à proximité. Un bâtiment de soutien, le Vestal y était également présent, amarré le long de l'Arizona.

## L'attaque

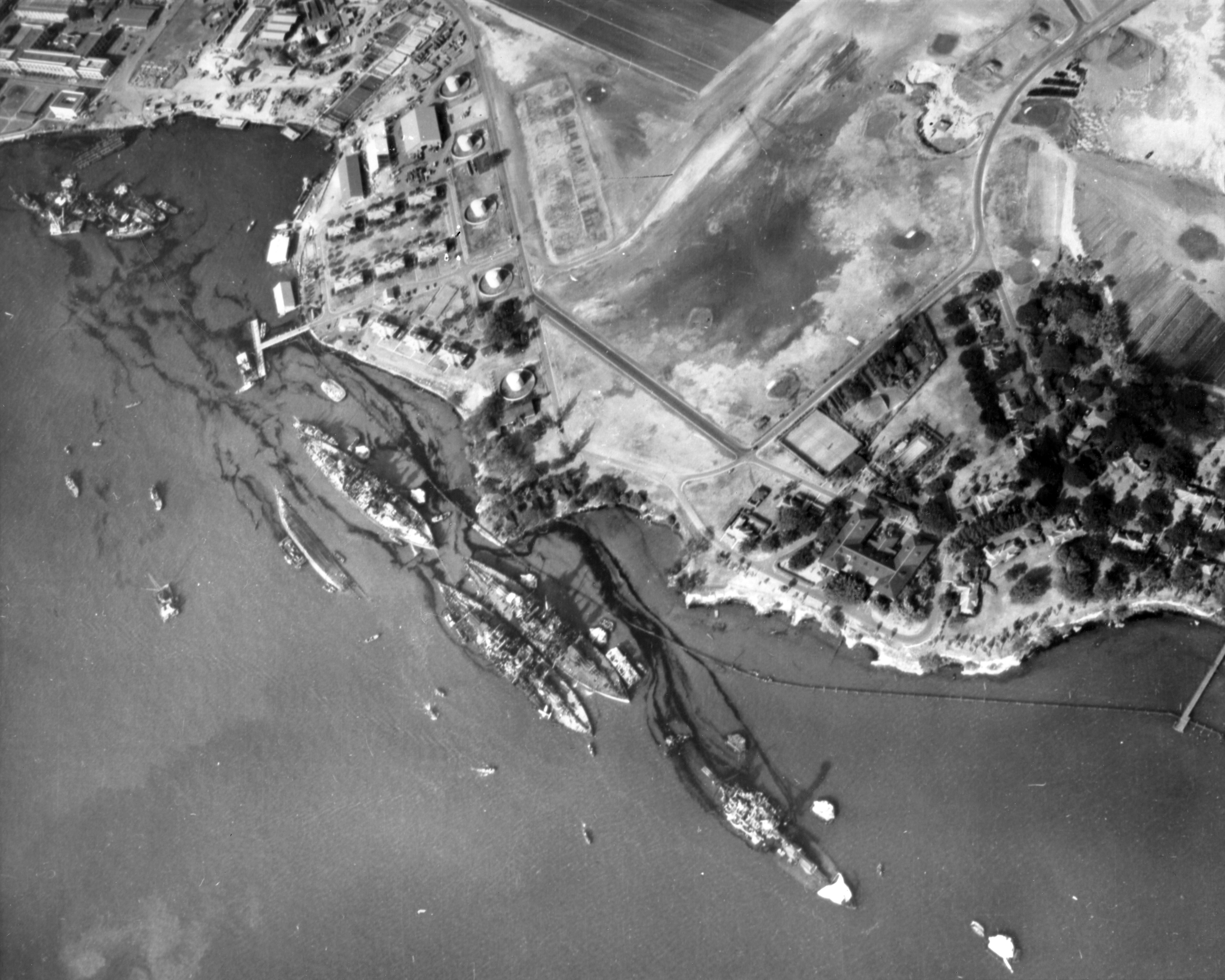
Vue aérienne de l'allée des cuirassés sur la côte sud de l'île de Ford, trois jours après l'attaque japonaise.

L’Arizona, le California, l’Oklahoma, et le West Virginia sont coulés durant l'attaque. L’Arizona subit de graves dégâts et nombre de pertes de vies humaines, l'explosion d'un magasin avant ayant brisé sa coque en deux. Sur les quatre autres, seul le Nevada est sérieusement endommagé. La situation du Pennsylvania en cale sèche a rendu son attaque plus compliquée, et il a été relativement épargné. Le Vestal est également touché. L'allée des cuirassés était peu visible depuis la base d'Hickam à cause de l'épaisse fumée noire qui s'élevait des navires en feu.
À la suite de l'attaque, des travaux sont immédiatement entrepris pour renflouer et réparer les navires détériorés. Le premier achevé est le Nevada le 19 avril 1942. Vers la fin de la guerre, tous ont repris le service à l'exception de l’Arizona et de l’Oklahoma.

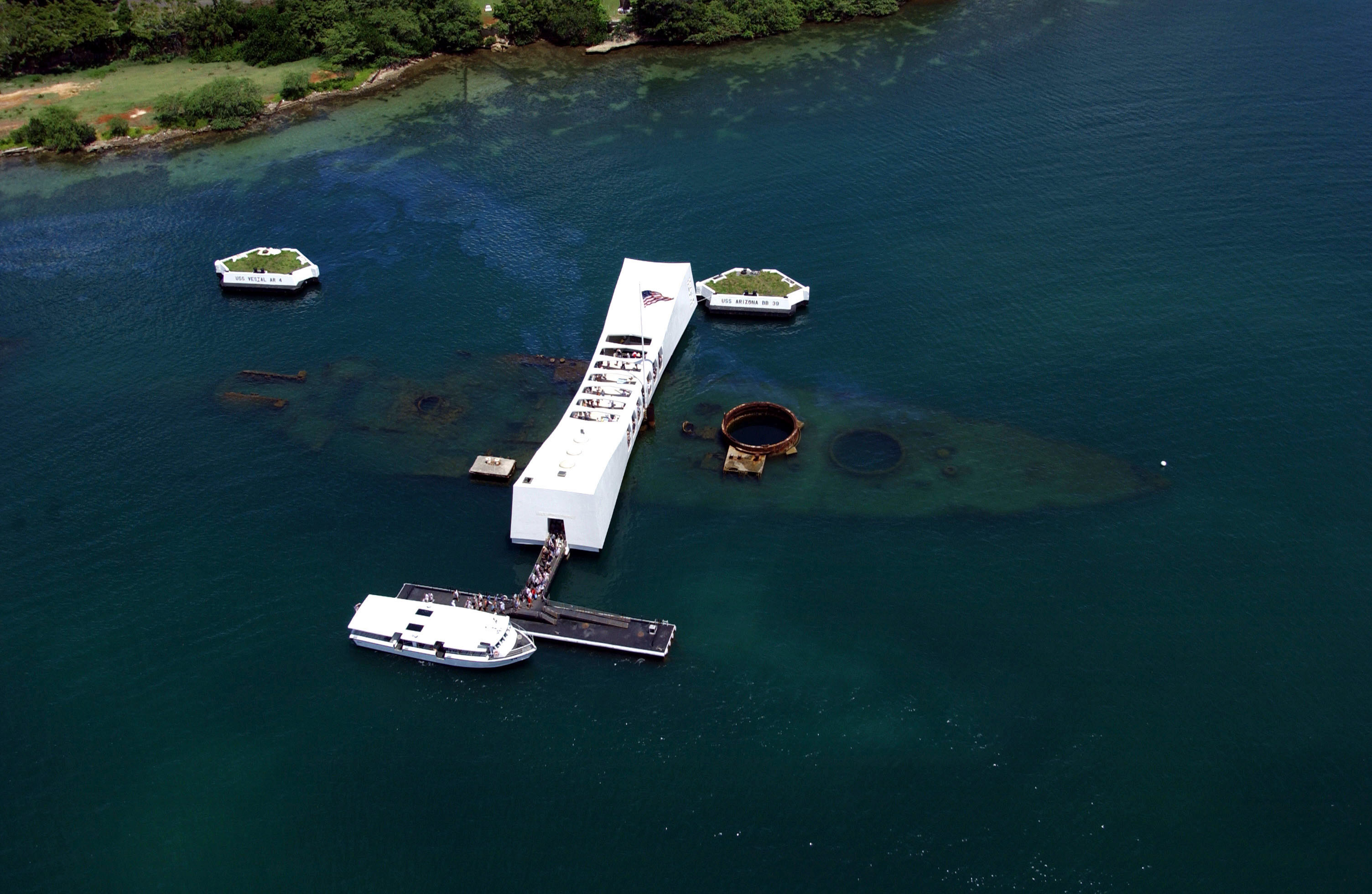
Vue aérienne du mémorial de l'USS Arizona, l'épave peut être aperçue sous le mémorial.

Les six survivants sont mis hors service peu après la fin du conflit. Le Nevada et le Pennsylvania sont employés comme cibles lors de tests de bombes atomiques dans le Pacifique. Les quatre autres, California, Maryland,  Tennessee et West Virginia sont démantelés. L’Oklahoma est finalement renfloué, mais pas réparé ; il coule alors qu'il est remorqué pour être démantelé sur le continent. La coque de l’Arizona demeure un mémorial, et l'une des attractions touristiques les plus populaires de l'île.
L'Utah était également à Pearl Harbor pendant l'attaque, mais il n'était pas mouillé avec les autres cuirassés. Cependant, il a été coulé dans les premières minutes de l'attaque.